# Margarete Gräfin Keyserlingk

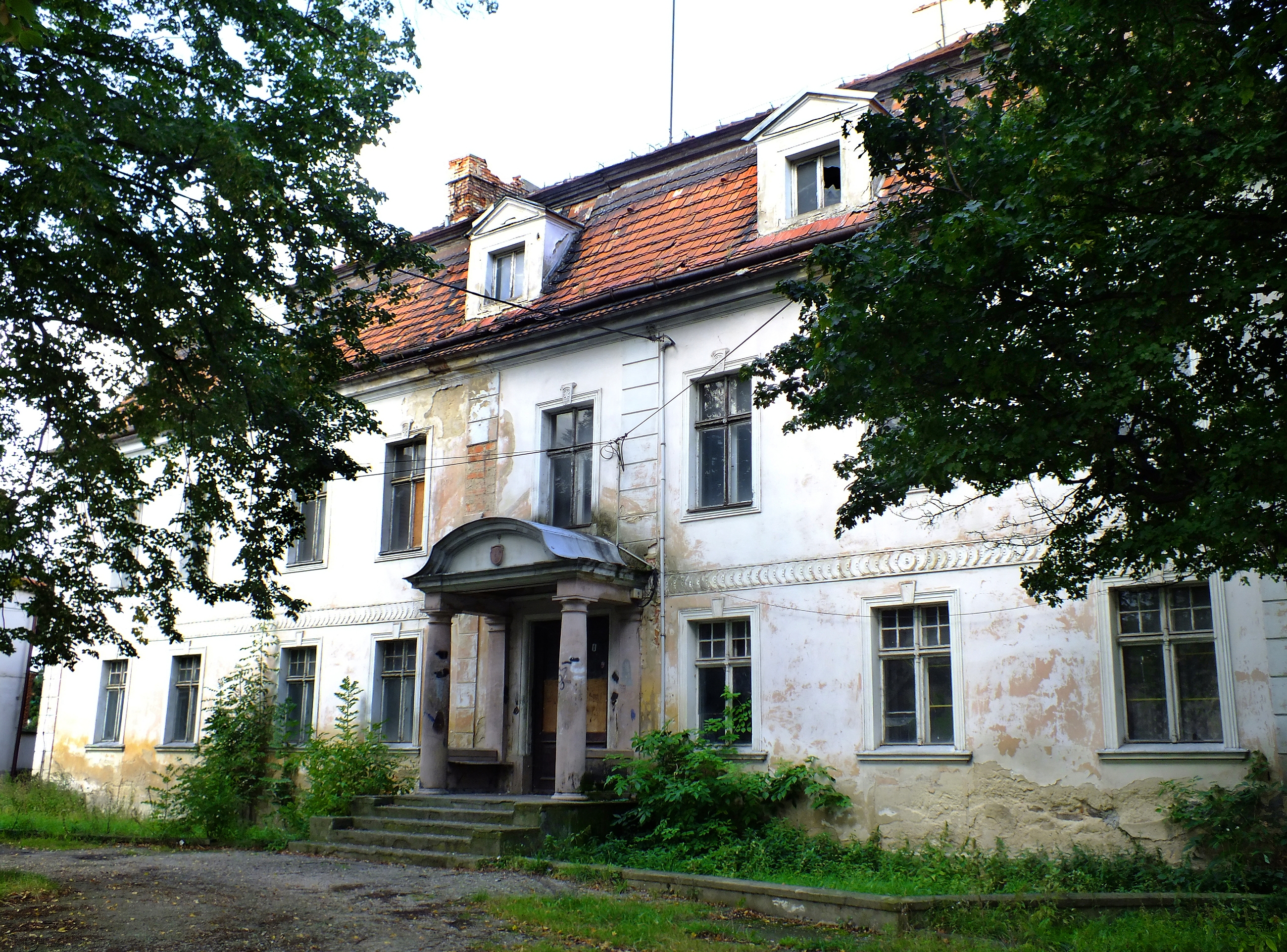
W tym pałacu urodziła się i mieszkała do roku 1945 hrabina Margareta Gräfin Keyserlingk

Margarete Gräfin Keyserlingk (ur. 13 czerwca 1879 roku w Komorowie koło Świdnicy, zm. 13 lutego 1958 roku w Baden-Baden) – niemiecka działaczka społeczna i polityk (DNVP) działająca na rzecz praw kobiet, założycielka Zentrale der Landfrauen, reprezentantka niemieckich kobiet na kongresie w Waszyngtonie, na spotkaniu Internationalen Agrarinstitutes w Rzymie i innych, współzałożycielka i honorowy członek zarządu  Mitbegründerin des Welt-Landfrauenbundes w Kopenhadze. Była jedynym dzieckiem Wilhelma Hirta (1847–1908).